# Flammende Herzen
Flammende Herzen ist das erste Studioalbum des deutschen Gitarristen Michael Rother.

## Allgemeines
Das instrumentale Album wurde 1977 veröffentlicht und enthält die Singles Flammende Herzen und Karussell. Es war Rothers erstes Soloalbum nach fünf Alben als Mitglied von Neu! mit Klaus Dinger und Harmonia mit Cluster.
Die Musik wurde 1978 für den Soundtrack zum gleichnamigen Film verwendet.
Das Album wurde zwischen Juni und September 1976 in Connys Studio aufgezeichnet.
Das Cover des Albums wurde mit Fotografien von Christian Rabe gestaltet.
Auf seinem ersten Solo-Album nach der Auflösung von Neu! arbeitete Rother wieder mit Produzent Conny Plank, den er von Neu! und Harmonia kannte. Jaki Liebezeit von Can ergänzte Rother am Schlagzeug. Alle anderen Instrumente wurden von Rother eingespielt: Gitarre, Bassgitarre, E-Piano, Orgel, Synthesizer und elektronische Percussion.

## Titelliste
Alle Titel wurden von Michael Rother geschrieben.

### Seite 1
1. "Flammende Herzen" – 7:04
2. "Zyklodrom" – 9:37

### Seite 2
1. "Karussell" – 5:22
2. "Feuerland" – 7:09
3. "Zeni" – 5:10